# ヴォイス〜命なき者の声〜
『VOICE［ヴォイス］〜命なき者の声〜』（ヴォイス いのちなきもののこえ）は、2009年1月12日から3月23日まで毎週月曜日21:00 - 21:54に、フジテレビ系の「月9」枠で放送された日本のテレビドラマ。主演は瑛太。

## 概要
「法医学」をテーマに、法医学ゼミに所属する5人の医学生が人の死と向き合う姿を描いた2009年最初の月9作品。医学生たちの青春群像劇以外にも、加地が死んだ人やその周辺の人々から得た情報に基づき、死んだ人が死に至るまでの背景や真相を解き明かす推理ドラマの側面もある。全11回。基本的に一話完結のスタイルをとっているが、例外として第9話と第10話は連続した展開になっている。
瑛太は、連続ドラマ初主演。
キャッチコピーは「僕たちは 失われた命を 救う 医学と 出会った」。

## 登場人物

### 東凛大学医学部
加地大己〈23〉
演 - 瑛太（回想での小学生時代：加藤清史郎）
東凛大学医学部4年生。元は「法医学ゼミ」ではなく「心臓外科学ゼミ」で合格していたのが、「法医学に向いている」という理由で佐川に見込まれ、引き抜かれた。だが、死因調べをしながらその遺体の生前のこと・繋がりのある人物・真実を伝えるという点から、法医学の魅力と奥深さに惹かれていく。同じゼミの亮介とは親友。好奇心旺盛かつ天真爛漫だが、些細なことでも気になった部分はトコトン追求するなど、徹底的な部分を持ち、時には突飛な行動に出るところが周囲からは「天然」に見えるらしい。普通、気にならないような素朴な疑問を気にするところがある。妙なところに頑固で、理屈っぽい。すき焼きと親子丼が嫌い。基本的にデータをあまり重要視していない。抜群の勘の良さと、自由な発想力を持ち、高く秀でた観察力・観察眼の持ち主で、小さなことも見落とさないほど。遺体の死因などを「声」と言い、それを遺族へと伝えることに強い思いを持っている。なぜ、自分が「法医学ゼミ」に引き抜かれたのか理解できないでいる。医師を志した理由・家族構成・成育環境などはなぜか一切不明。
石末亮介〈23〉
演 - 生田斗真
東凛大学医学部4年生。大病院の跡継ぎ。5人の中では最もバランスがとれた性格の持ち主で、ムードメーカー。女性好きな部分があり、玲子が好みのタイプ。友人思いの一面を持ち、特に同じゼミの大己とは親友で、大己の行動力にはあきれながらも感心している。普段、感情を荒らげることはあまりない。元は別のゼミに入ることを父親と約束していたのだが、反発心と、生きている人間に接する必要のない「法医学ゼミ」を希望したが、本当は生きている患者と向き合うことが怖かったため。病院を継ぐことに関しては、あまり積極的ではなく「自身には荷が重い」と思っている。
久保秋佳奈子〈22〉
演 - 石原さとみ（回想での小学生時代：山田夏海）
東凛大学医学部4年生。医学部一の才女で「脳神経外科学ゼミ」の教授からスカウトされたが断った。大己とは正反対のデータ重要視派。そのため、大己のやり方を最初はバカにしていたが、今では積極的に死因調べをしている。「苗字が長い」ということから「アキ（久保秋の秋から）」と呼ばれるようになった。冷静な一面を持つが、気が強いしっかり者で意地っ張り。料理が下手。大己とはよく口論することが多く、また男性陣からよくツッコまれる。少しずつ大己に好意を寄せていくが、気持ちとは裏腹に素直になれない。幼い頃に母親が死亡したが、足に痣があったにもかかわらず死因が「心臓発作」だったことを15年間認めておらず、このことが法医学を希望するキッカケとなった。
桐畑哲平〈22〉
演 - 遠藤雄弥（当時D-BOYS）
東凛大学医学部4年生。実家は歯科医。気弱でお人好しなお調子者。大己らゼミの男性陣は全員年上なので、彼らとは敬語で話す。佳奈子と同じくデータを重要視する一面を持つが、大己たちの死因調べには積極的。現場に行くたびたびに、死体と同じ格好をさせられたり、思ったことをすぐに口に出してしまう性格ゆえに彰の言葉にツッコミを入れるたびに、酷い目に遭ったりとゼミ生のいじられ役である。実家の歯科医を継ぐつもりだったが、監察医が描かれた海外ドラマを見て夢中になり、それがキッカケとなり「法医学ゼミ」に入った。部屋の中には海外ドラマやアニメなどのDVD・フィギュアがあり、いわばオタク。最近では、蕉木のサンプルの分析の手伝いをしていることが多く、蕉木のような技官になりたいと思っている。
羽井彰〈25〉
演 - 佐藤智仁（現・佐藤祐基）
東凛大学医学部4年生で、ゼミ生の中では最年長。元不良だったせいか、未だに言動が荒いところが目立つ。首の骨を鳴らす癖がある。短気な一面を持つが、実は熱血漢で、意外にもロマンチストな部分がある。料理が得意など家庭的な一面を持つ。解剖のときには、よく気絶したり気分を悪くしたりする。解剖することに恐怖心を持っており、以前解剖の練習が途中で中止されたときには安堵感を覚えた。そのため、玲子からは法医学に向いていないと言われたが、遺族の人間に死因を伝えることの大切さと重大さを知り、恐怖心を克服した。過去に自分に突っ掛かってきた相手が、手を上げていないにもかかわらず死亡してしまったため犯人扱いされたが、司法解剖により持病で死亡したことが判明。それ以降は族を辞め、様々な職種のバイト（そのおかげか、雑学に詳しい）をしながら猛勉強をした。今でも学費は自分で払っている。母親の鳳子とは、大己によると「正反対」の性格だが「映画が好きなことと酒に呑まれやすいところ」は似ている。喫煙者。
蕉木誠〈55〉
演 - 泉谷しげる
東凛大学法医学教室技官（臨床検査技師）。強面で威圧的な態度で接しがたいが、見た目とは裏腹に職人気質。ゼミ生たちからの頼みごとは、何かしらの要求をしながらも引き受けるなど、気のいい一面を持つ。常にヘッドフォンで大音量にして曲を聴いている（主にPerfumeなどのテクノ系）。佐川や玲子から頼まれて様々なサンプルを分析する。
夏井川玲子〈30〉
演 - 矢田亜希子
東凛大学法医学教室助教。佐川とは正反対の性格の持ち主。冷静沈着でクール。佐川がなぜに大己を「法医学ゼミ」に入れたのか、分かっていない。独身で、そのことを言われるのを嫌うなど、気にしている。厳しい発言も多いが、時には何かを気付かせる・気付かせてくれるような発言もする。父親は有名な監察医。大学を離れた佐川の後を受け、法医学教室の講師となる。
佐川文彦〈55〉
演 - 時任三郎
東凛大学法医学教室教授。温和で温厚な性格の持ち主。中国茶が好き。どこか飄々としているが「法医学」に対しての情熱は強い。法医学ゼミ生たちには期待しており、その中でも、自ら見込んで引き抜いた大己に特別な“才能”を感じている。それは15年前に発生した地下鉄事故の現場で、軽症者だった当時8歳の大己と会ったことと関係している。成瀬の鑑定結果とゼミ生への指導方針で進退を問われ、東凛大学を離れて鹿児島中央医科大学に移る。
法医学教室の事務員
演 - 今泉ひろみ

### 石末総合病院
石末貴之〈50〉
演 - 名高達男
亮介の父親で、石末総合病院院長。
堀井奈津美
演 - さとう里香（第1、2、5、6話、第8話 - 最終話）
石末総合病院の看護師。

### その他
大和田敏〈35〉
演 - 山崎樹範（第1話 - 第5話、第7話 - 最終話）
南府中署刑事。遺体の司法解剖を佐川に依頼する。
羽井鳳子〈42〉
演 - 濱田マリ
彰の母で、沖縄家庭料理店「ちゅらちゃん」を営んでいるが、実際は本人の好きな料理しか出しておらず、以前はお好み焼き屋だった。さっぱりした性格でおしゃべり好き。

### タイトルバック
源崎トモエ（第2話 - 最終話）
解剖台に置かれた女性の死体を目の前に、大己が何かを感じ取ったり、ほかの東凛大学法医学教室のメンバーたちが「法医学」に真剣に取り込んでいるシーンが流れている。その際、レギュラー出演者のクレジットも表示されている。

### ゲスト
人物名の末尾にある☆印は法医学ゼミに運ばれてきた遺体、★印は調査を依頼された患者。

#### 第1話
市原良平☆
演 - モロ師岡
ヤマト電機の社員。額が陥没、鼻骨・鎖骨・頸椎・両腕の尺骨が骨折し死亡。
川鍋秀子
演 - 美保純
市原の元妻。
ヤマト電機の社長
演 - 野添義弘
少年
演 - 小柴亮太
東凛大学脳神経外科学教授
演 - 佐々木勝彦

#### 第2話
佐野秀一☆
演 - 坂田聡
元アメフト選手。怪我のためにアメフトを辞めた後はフリーター同然の生活をしていた。感電により死亡。
佐野忍
演 - 鶴田真由
秀一の妻。看護師であり、かつて秀一のリハビリを担当した。映画がきっかけで秀一と深い仲になり後に結婚。
河原
演 - 松尾諭
秀一の元チームメイト。

#### 第3話
久保秋雪子（回想）
演 - 片平なぎさ
佳奈子の母。君島製作所で働いていた。
ジン
演 - 平泉成
雪子が働いていた君島製作所の古株従業員。
八木
演 - 勝村政信
君島製作所で働いていた男。
小学校の事務員
演 - 松山尚子
交番の警察官
演 - 春延朋也
岩瀬建工株式会社の職員
演 - 亀井彰夫
真島花枝☆
演 - 熊谷美香
ピアノ教師。タクシーに乗車中、死亡。
タクシー運転手
演 - 竹本和正

#### 第4話
五十嵐富士夫☆
演 - 田中圭（幼少期：林凌雅）
亮介の高校の同級生・親友で、山倉医大の学生。窒息により死亡。
高沢克彦
演 - 細田よしひこ
山倉医大の学生で、富士夫とつきあいがあった。
五十嵐宗之
演 - 小野武彦
富士夫の父。
新田
演 - 築出静夫
富士夫の小学生時代の担任。
山倉医大の学生
演 - 渡辺夏菜、西崎彩
アナウンサー
演 - 阿部知代（フジテレビアナウンサー）

#### 第5話
岡原浩介☆
演 - 吹越満
ゴシップ誌のフリーカメラマン。エコノミークラス症候群により死亡。
中田朋枝
演 - 芳本美代子
岡原の元妻。
中田実
演 - 小林海人
岡原と朋枝の息子。
沢野
演 - 六角精児
ヌード専門のフリーカメラマン。岡原と一緒に写真事務所を構える。
岡原を知っていたカメラマン
演 - 池田鉄洋
「和風中華料理ちゃんぽん」の店長
演 - 剛州
「和風中華料理ちゃんぽん」の店員
演 - 吉田ウーロン太

#### 第6話
相馬朋子★
演 - 志田未来
石末総合病院に搬送された中学生。ミュンヒハウゼン症候群の疑い。
相馬泰人
演 - 石田卓也
朋子の兄で、薬科大学に通っている。両親は既に亡くなっている。
宮島英幸
演 - 二階堂智（第10話にも出演）
石末総合病院消化器内科の医師。朋子の担当医。亮介を通じて朋子の病状についての調査を依頼する。
もんじゃ店「天久」の店主
演 - 藏内秀樹
若原
演 - 杉野なつ美
児童福祉司。
看護師
演 - 桜木ひろ子
救急隊員
演 - 青木一、浅里昌吾
久保秋祐樹
演 - 冨浦智嗣
佳奈子の弟。大阪で和食の料理人を目指している。休暇で上京し、佳奈子と4年ぶりに再会するが、なぜか哲平にだけはタメ口・呼び捨て。

#### 第7話
野間口静代☆
演 - 赤座美代子
野間口功
演 - 石橋蓮司
静代の夫。野間口製靴の店主。最初は静代の解剖を拒否するが、大己たちから静代の思いを聞き、解剖を承諾する。
スーパーの店員
演 - 坂本真
花山幸子
演 - 宍戸美和公
静代が通っていたダンス教室の講師。
電器店の店長
演 - 村松利史

#### 第8話
小谷聡☆
演 - 福本晟也
火災現場でカーペットに包まれた状態で発見された少年。一酸化炭素中毒により死亡。
今成卓見☆
演 - 平田満（回想：野村泰仁）
警備員。2年前までは科学警察研究所で火災を専門に分析する部署に勤めていた。火災現場でカーペットに包まれた聡を抱きかかえたまま、一酸化炭素中毒により死亡。ウイルス性肝炎に感染していた。『CSI:科学捜査班』の大ファン。
矢野
演 - 田中実
科学警察研究所時代の今成の部下。今成から『CSI:科学捜査班』のDVD-BOXが贈られている。
三島
演 - 志賀廣太郎（回想：杉原貴幸）
科学警察研究所時代の今成の上司。
警備員
演 - 山崎直樹
今成の同僚の警備員。
佐野修造
演 - ト字たかお
今成の同僚の警備員。
子供の両親（回想）
演 - 小野光俊、兎本有紀
今成が研修時代、初めて訪れた火災現場で犠牲となった子供の両親。
小谷久志
演 - 農塚誓志
聡の父親。
聡の母親
演 - 中込佐知子
面識のない今成を放火犯扱いし、聡が亡くなったことを責めていた。聡を失った現状を受け入れられず、今成のことを話そうとした大己を拒絶した。
面接官
演 - 藤田三三三
佳奈子が面接を受けた東凛大学海外研修プログラムの面接官。
看護師
演 - 荒川亜由
哲平が検査を受けたとき、採血を担当。検査結果を伝えるときも哲平を呼び出した。
高木公一
演 - 山田明郷（最終話にも出演）
東凛大学医学部長。

#### 第9話
宇野慧☆
演 - 平賀雅臣
窓拭きの請負会社「宇野メンテナンス」の社長。現場一筋20年だったが、作業中にビルから落下し死亡。業績悪化で負債を抱え、精神科に通院していた。
宇野真由美
演 - 中島ひろ子
宇野の妻。パート従業員。
宇野稔彦
演 - 竹内寿
宇野の息子。中学2年。
オーナー
演 - 藤田宗久
宇野メンテナンスが窓拭きをしていたビルのオーナー。
宇野メンテナンスの社員
演 - 佐藤貢三
保健会社の調査員
演 - 伊藤富美也
桜井真也
演 - 田村亮（第10話にも出演）
胃がんと転移性脳腫瘍の治療のため、仙台第一病院から石末総合病院に入院した著名な作家。一時帰宅の許可が下りた直後に死亡。死因は腹膜炎とされた。
桜井瑠美子
演 - 麻生祐未（第10話にも出演）
桜井の妻。夫の容体の急変に納得がいかず、病院に真相の説明を求めた。
梅木誠
演 - 福井博章（第10話にも出演）
石末総合病院の新人医師で、桜井の担当医。

#### 第10話
桜井真也☆
演 - 田村亮
瑠美子の依頼により解剖され、腹膜炎は否定された。
管理人
演 - 品川徹
桜井が大学時代住んでいた長崎県人寮「西灯寮」の管理人。
記者
演 - 足立龍弥、松村千絵
桜井の病状に関する緊急記者会見が行われた際に、その場にいた記者。

#### 最終話
成瀬喧一☆
演 - ダンカン
運送会社の配達員。潔美にナイフで胸を刺され死亡。3年前に当時中学生だった裕子への強姦事件で逮捕されるも不起訴となる。
坂田潔美
演 - 近野成美
女子高生。東凛大学理事長の親戚。正当防衛を主張している。
長井
演 - ガダルカナル・タカ
成瀬の同僚。
潔美の同級生
演 - 伊藤聖夏、中島愛里

## スタッフ
- 脚本 - 金子茂樹
- 音楽 - 吉川慶、Audio Highs
- 演出 - 成田岳、松山博昭、石井祐介
- 主題歌 - GReeeeN「刹那」[2]（NAYUTAWAVE RECORDS）
- プロデュース - 瀧山麻土香、東康之
- 制作 - フジテレビドラマ制作センター
- 制作著作 - フジテレビ

## 放送日程
| 話数                                                           | 放送日        | サブタイトル         | 演出     | 視聴率 | 備考     |
| -------------------------------------------------------------- | ------------- | -------------------- | -------- | ------ | -------- |
| 第1話                                                          | 2009年1月12日 | 失われた命を救う医学 | 成田岳   | 17.7%  | 15分拡大 |
| 第2話                                                          | 2009年1月19日 | 卵持って感電した男   | 成田岳   | 17.4%  | -        |
| 第3話                                                          | 2009年1月26日 | 15年前の母の死因は   | 成田岳   | 15.0%  | -        |
| 第4話                                                          | 2009年2月02日 | 解剖台の上の親友     | 松山博昭 | 12.3%  | -        |
| 第5話                                                          | 2009年2月09日 | 見えないスクープ写真 | 石井祐介 | 16.0%  | -        |
| 第6話                                                          | 2009年2月16日 | 予期された入院患者   | 成田岳   | 15.2%  | -        |
| 第7話                                                          | 2009年2月23日 | 命がけのタイムセール | 松山博昭 | 15.4%  | -        |
| 第8話                                                          | 2009年3月02日 | 決して消せない炎     | 石井祐介 | 14.0%  | -        |
| 第9話                                                          | 2009年3月09日 | 雨を読めた男の死     | 成田岳   | 10.2%  | -        |
| 第10話                                                         | 2009年3月16日 | 最後の大勝負         | 松山博昭 | 12.8%  | -        |
| 最終話                                                         | 2009年3月23日 | 別れの時、僕らの明日 | 成田岳   | 13.6%  | 15分拡大 |
| 平均視聴率 14.6%（視聴率はビデオリサーチ調べ、関東地区・世帯） |               |                      |          |        |          |

## オンデマンド配信
2009年2月21日、フジテレビ On Demandで月9初のオンデマンド配信スタート。

## 関連書籍
- 『ヴォイス〜命なき者の声〜』完全ノベライズ（作・古沢保）

扶桑社より2009年3月発売。ISBN 9784594059033

## サウンドトラック
- 『ヴォイス〜命なき者の声〜』オリジナル・サウンドトラック（NAYUTAWAVE RECORDS）

## DVD
- 『ヴォイス〜命なき者の声〜』DVD-BOX（ポニーキャニオン）

## その他
- 現実には、日本の大学の医学部にこのドラマのようなかたちでの「法医学ゼミ」というものは存在しないどころか大学の医学生がそこまで踏み込むこともなく一部の医療関係者から「ドラマとは言え現実的にかけ離れているばかりか法医学を馬鹿にしている」という厳しい批判もあった。
- 石原さとみと佐藤智仁は、月9枠では当作が初レギュラー出演、矢田亜希子は、2006年4月期放送の月9『トップキャスター』以来及び出産後初の連続ドラマ出演。
- GReeeeNが月9枠のドラマ主題歌を担当するのはこれが初めてである。また、GReeeeNにちなみ各話に緑色のアイテムがちりばめられている。
- ドラマ公式サイトで生田斗真演じる亮介の画像が肖像画になっているのは、生田が肖像権の管理に厳しいジャニーズ事務所に所属しているため。
- 物語の舞台は一橋大学国立キャンパスにて撮影が行われている。